# Casamento entre pessoas do mesmo sexo em Israel
O casamento entre pessoas do mesmo sexo em Israel não é legal. O governo israelense tem registrado casamentos entre pessoas do mesmo sexo desde 2006. No entanto, tendo em vista que o Estado ainda não reconhece o casamento civil entre pessoas do mesmo sexo em Israel, aqueles que optam por se casar devem se voltar para um dos 15 tribunais de casamento religiosos reconhecidos pelo Estado. Em 2016, nenhum dos 15 tribunais religiosos permitiam o casamento homossexual por sua iniciativa. Consequentemente, os israelenses que desejam ter o seu casamento homossexual reconhecido pelo governo de Israel devem primeiramente casarem-se fora de Israel, em qualquer outra nação que realize uniões civis do mesmo sexo e, em seguida, registrar em Israel o casamento ocorrido no estrangeiro.

## História
A autoridade religiosa para casamentos judaicos é o Rabino Chefe de Israel e há autoridades paralelas para cristãos, muçulmanos e drusos, com um total de 15 tribunais religiosos. Estes tribunais regulam todos os casamentos e divórcios para suas próprias comunidades. Atualmente, todos eles se opõem a casamentos entre pessoas do mesmo sexo. Cerimônias de casamento do mesmo sexo sem significado legal podem ser realizadas no país. Apesar de o Estado israelense não realizar uniões civis do mesmo sexo, este reconhece estas uniões que foram estabelecidas no estrangeiro, na condição de que as certidões de casamento vêm de outro país. O primeiro casamento municipal não oficial ocorreu em agosto de 2009, após a Parada do orgulho gay de Tel Aviv, onde cinco casais foram casados pelo prefeito Ron Huldai. O verso tradicional para cerimônias de casamento do Salmo 137: "Se eu me esquecer de ti, ó Jerusalém, que minha mão direita murche ..." foi usado, mas substituindo Jerusalém por Tel Aviv, a cidade mais aberta aos LGBT em Israel.

### Casamentos estrangeiros
Casamentos entre pessoas do mesmo sexo realizados no exterior podem ser reconhecidos na Administração das passagens fronteiriças, População e Imigração, de acordo com uma decisão da Suprema Corte de Israel em 2006. Moshe Gafni, um político israelense, disse que iria considerar a apresentação de um projeto de lei ao Knesset para tentar derrubar a decisão do tribunal, mas o projeto nunca foi apresentado.

## Legislação

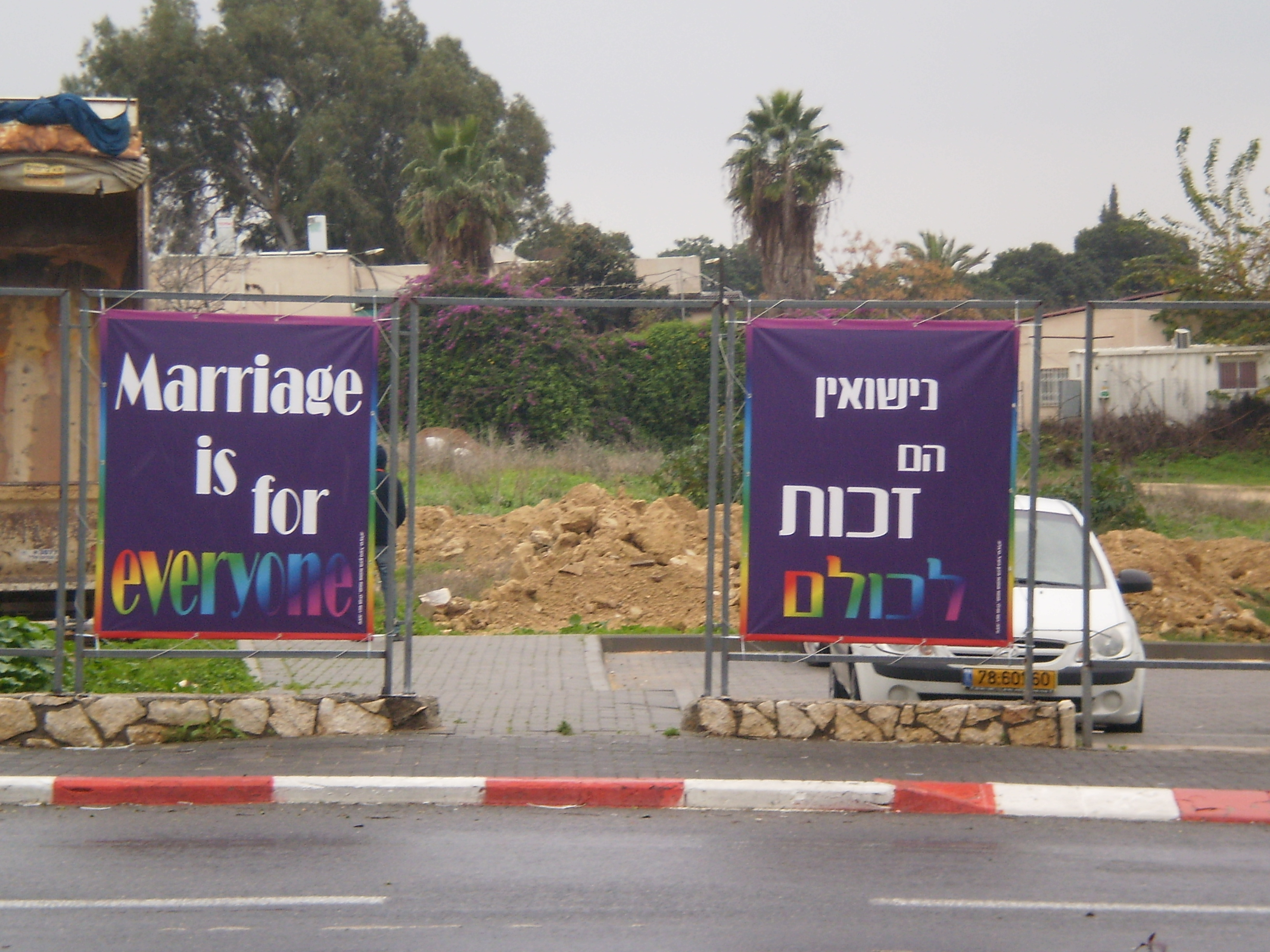
Sinais de apoio ao casamento entre pessoas do mesmo sexo em Israel.

Em fevereiro de 2009, Nitzan Horowitz, mebro do Knesset, apresentou um projeto de casamento civil, que incluía a permissão de casamentos entre pessoas do mesmo sexo. O projeto de lei foi rejeitado em maio de 2012 em um votação 39-11, com 70 congressistas não comparecendo à votação.
Em junho de 2013, o Hatnuah, liderado pela então ministra da Justiça, Tzipi Livni, introduziu um projeto de lei que prevê o casamento civil igualitário em Israel, tanto para pessoas do sexo oposto quanto para pessoas do mesmo sexo. Em outubro de 2013, o Yesh Atid, liderado por Yair Lapid, introduziu uma lei similar. Em 8 de julho de 2015, o Knesset rejeitou o projeto de lei proposto pelo Yesh Atid e o outro projeto semelhante proposto pelo Hatnuah. O Knesset teve uma votação de 39-50 para rejeitar as duas propostas. Além disso, a conta de Tzipi Livni foi rejeitada pelo Knesset, em 22 de fevereiro de 2016, em uma votação 40-47.
Em novembro de 2015, grupos LGBT de Israel pediram ao Supremo Tribunal de Israel que permitisse o casamento homossexual no país, argumentando que a recusa do tribunal rabínico de reconhecer o casamento do mesmo sexo não deve impedir que os tribunais civis realizem casamentos do mesmo sexo. O tribunal não se pronunciou imediatamente contra a validade da petição.

## Opinião pública
De acordo com uma pesquisa realizada em agosto de 2009, 61% dos israelenses apoiavam os direitos de casamento iguais para casais do mesmo sexo, com 31% contra. Além disso, 60% apoiaram a adoção conjunta por casais do mesmo sexo, com 34% contra.
Uma pesquisa de junho de 2016 mostrou que 76% dos israelenses entrevistados apoiavam o casamento entre pessoas do mesmo sexo, incluindo 46% dos sionistas religiosos e 16% dos judeus Haredi.